# Cal Panxot
Cal Panxot és una masia de Vallcàrquera, en el terme municipal de Sant Llorenç Savall, a la comarca catalana del Vallès Occidental.
Està situada a 591,7 metres d'altitud, a prop i a llevant de l'església de Sant Feliu de Vallcàrquera, a llevant de l'extrem septentrional de la Carena de les Oliveres i a la dreta del torrent de l'Ermengol, al nord-oest de la Font de l'Ermengol.